# Alta Marna
L'Alta Marna (Haute-Marne) è un dipartimento francese della regione Grand Est. Confina con i dipartimenti della Marna a nord-ovest, della Mosa a nord, dei Vosgi a est, dell'Alta Saona a sud-est, della Côte-d'Or a sud-ovest e dell'Aube a ovest.
Le principali città, oltre al capoluogo Chaumont, sono Langres e Saint-Dizier.

## Immagini dell'Alta Marna

Paesaggi dell'Alta Marna
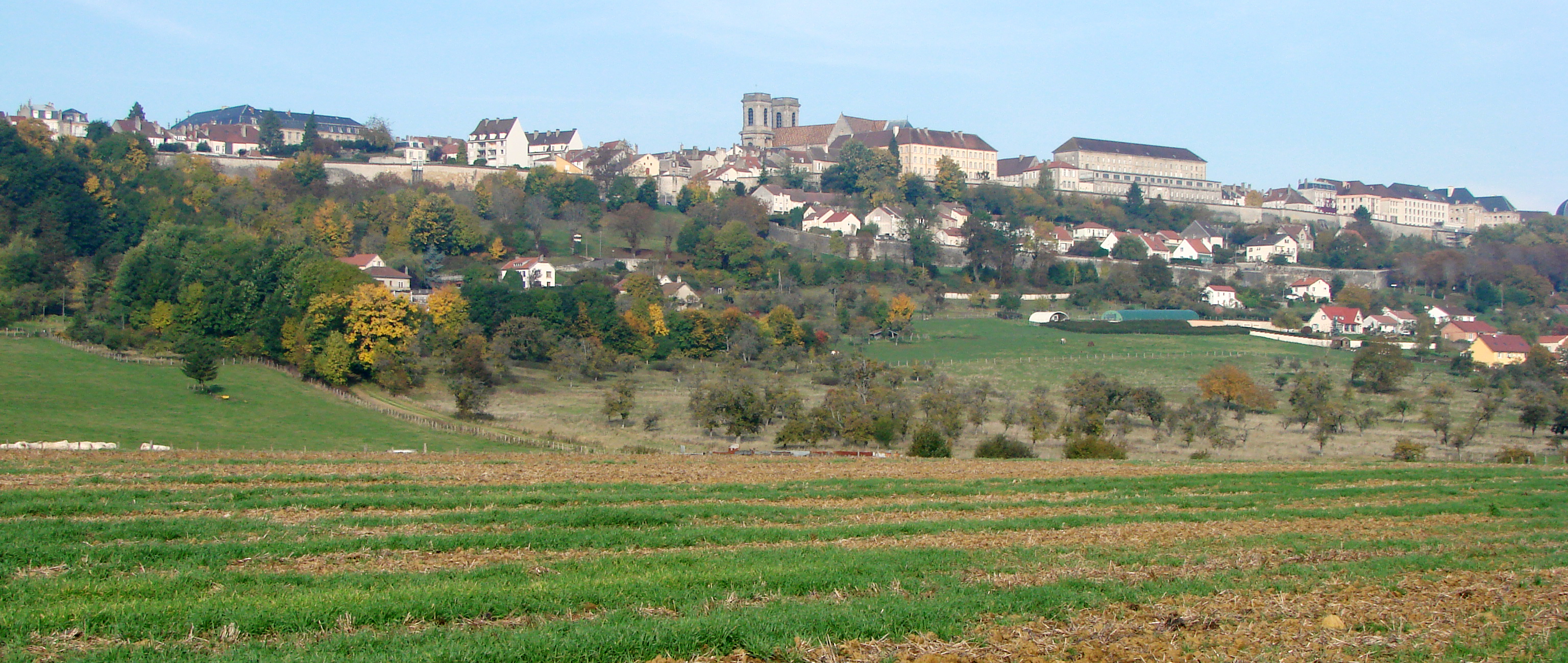
Panorama di Langres
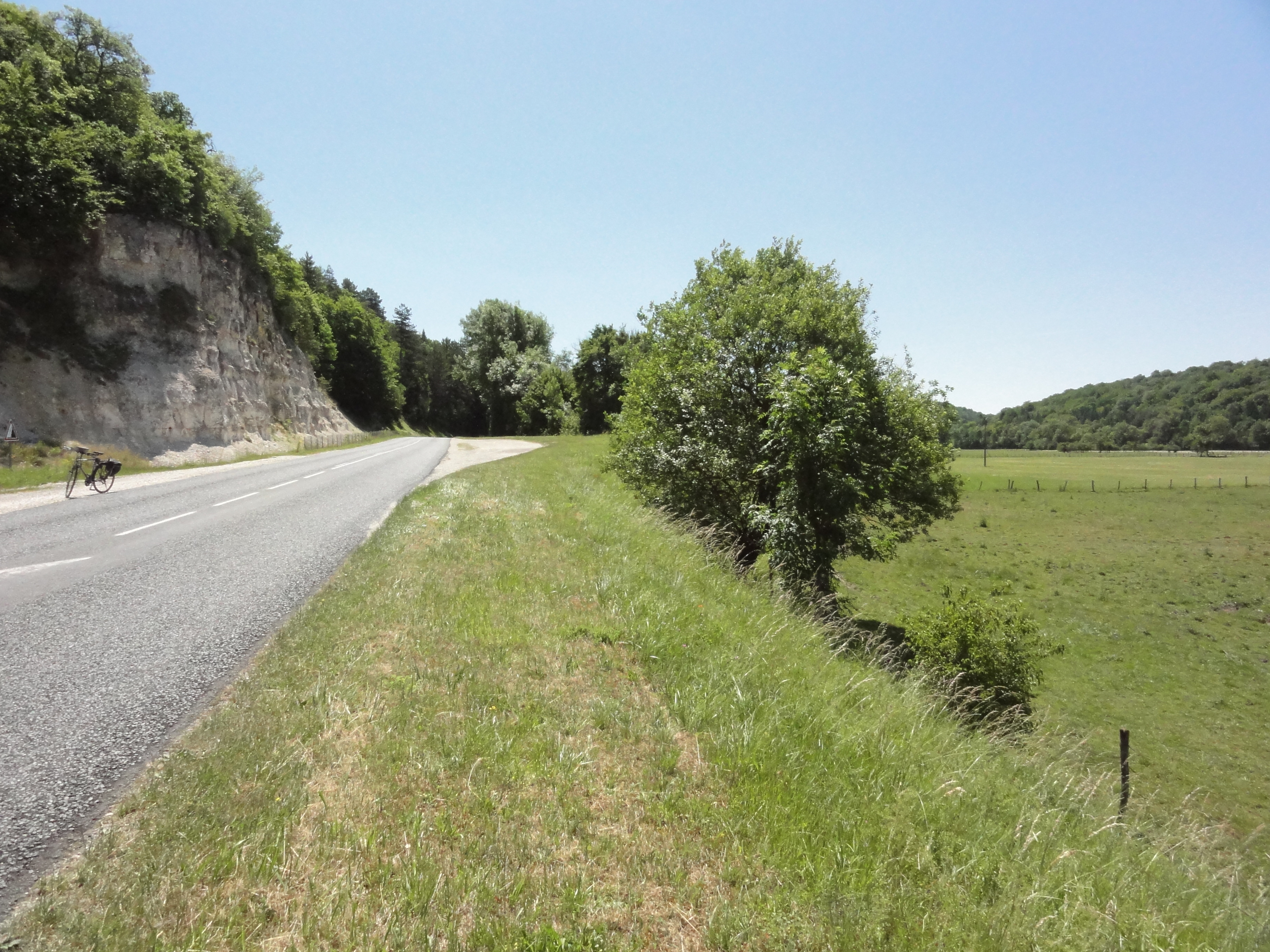
Doulaincourt-Saucourt nel nord.
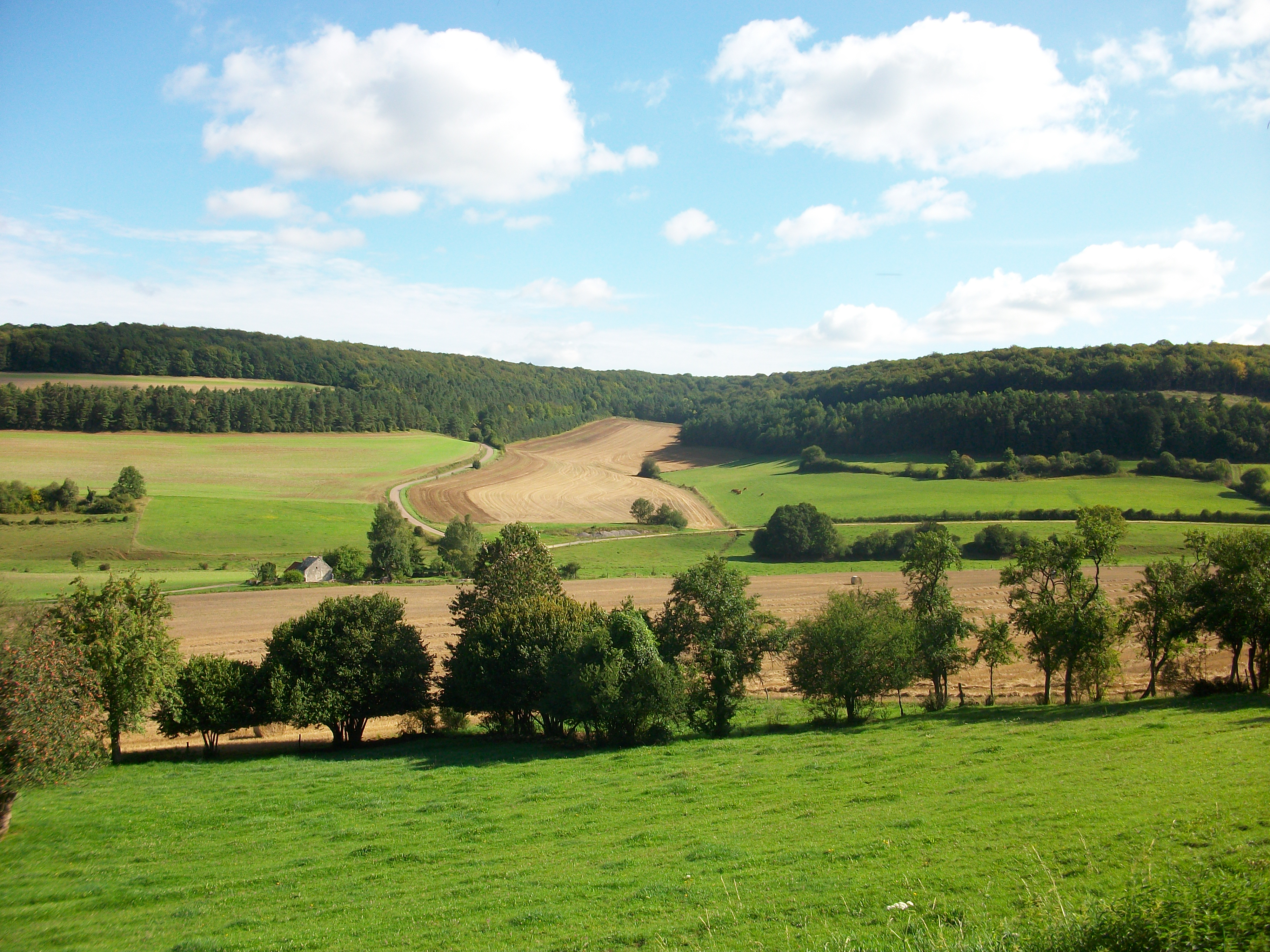
Vitry-en-Montagne nel sudovest.
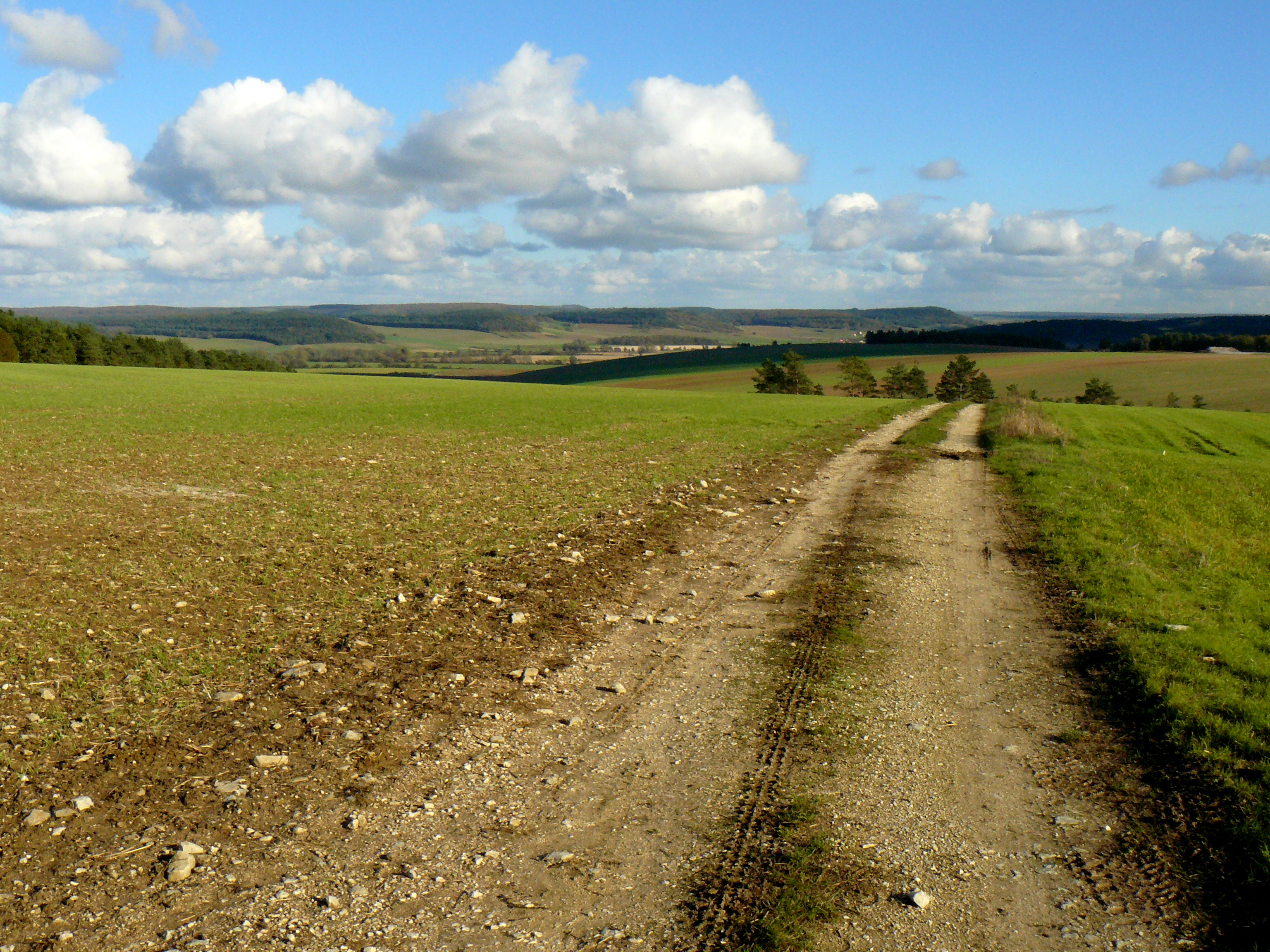
Paesaggio dell'Alta Marna in prossmità di Laferté-sur-Aube a ovest.